# Štěkeň
Štěkeň là một chợ huyện thuộc huyện Strakonice, vùng Jihočeský, Cộng hòa Séc.